# Osmia cephalotes
Osmia cephalotes is een vliesvleugelig insect uit de familie Megachilidae. De wetenschappelijke naam van de soort is voor het eerst geldig gepubliceerd in 1870 door Morawitz.